# Jeff Nelson (arbitre)
Pour les articles homonymes, voir Jeff Nelson et Nelson.
Jeffrey Brian Nelson est un arbitre de baseball officiant dans les Ligues majeures depuis 1999.
Promu dans la Ligue nationale en 1999, il arbitre dans les deux ligues depuis la saison 2000.
Il est apparu dans plusieurs matchs éliminatoires : en Série de division (2000, 2001, 2005), en Série de championnat (2002, 2004) et lors de la Série mondiale 2005. Il fut également arbitre lors du match des étoiles de la ligue majeure de baseball 2006.
Il porte le numéro d'uniforme 45.
Nelson est le secrétaire-trésorier de la World Umpires Association, un syndicat représentant les officiels du baseball majeur depuis 2000.